# Squalodon
Squalodon là một loài cá heo đã tuyệt chủng, thuộc liên họ Squalodontoidea và họ Squalodontidae. Được đặt tên bởi Grateloup vào năm 1840, nó đã được tin rằng đó là một con khủng long iguanodontid nhưng đã được phân nhóm lại. Cái tên Squalodon đến từ Squalus, một loài cá mập. 

## Hình ảnh

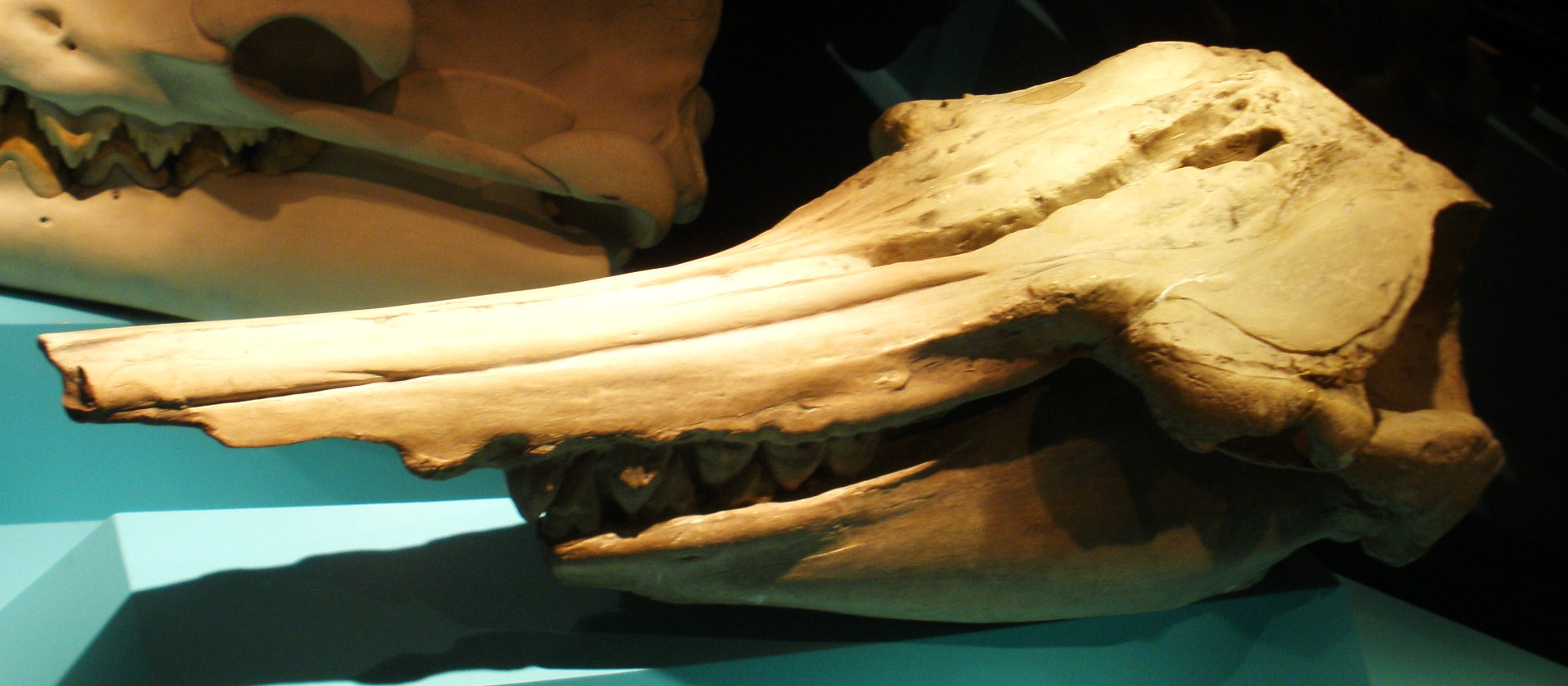
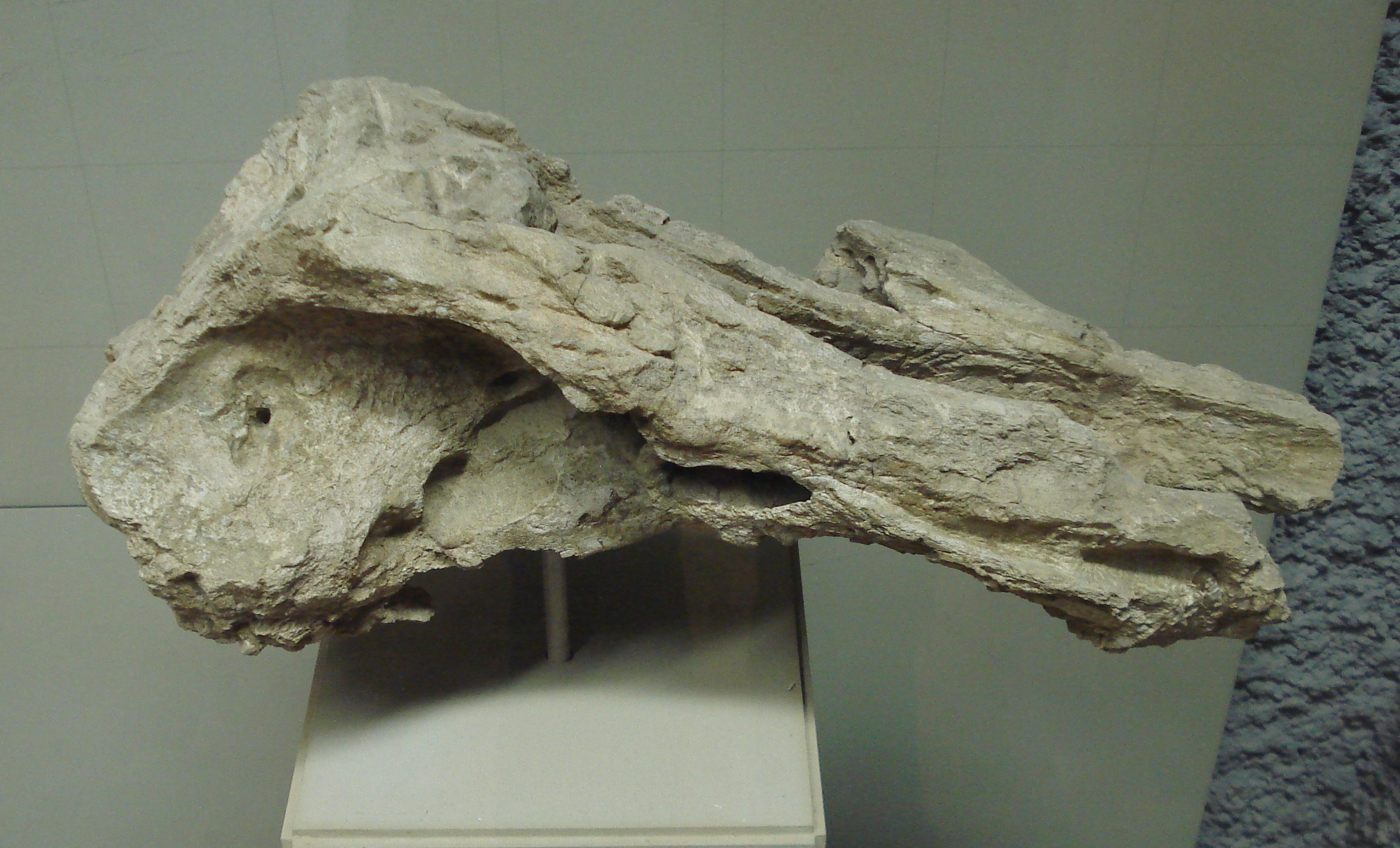
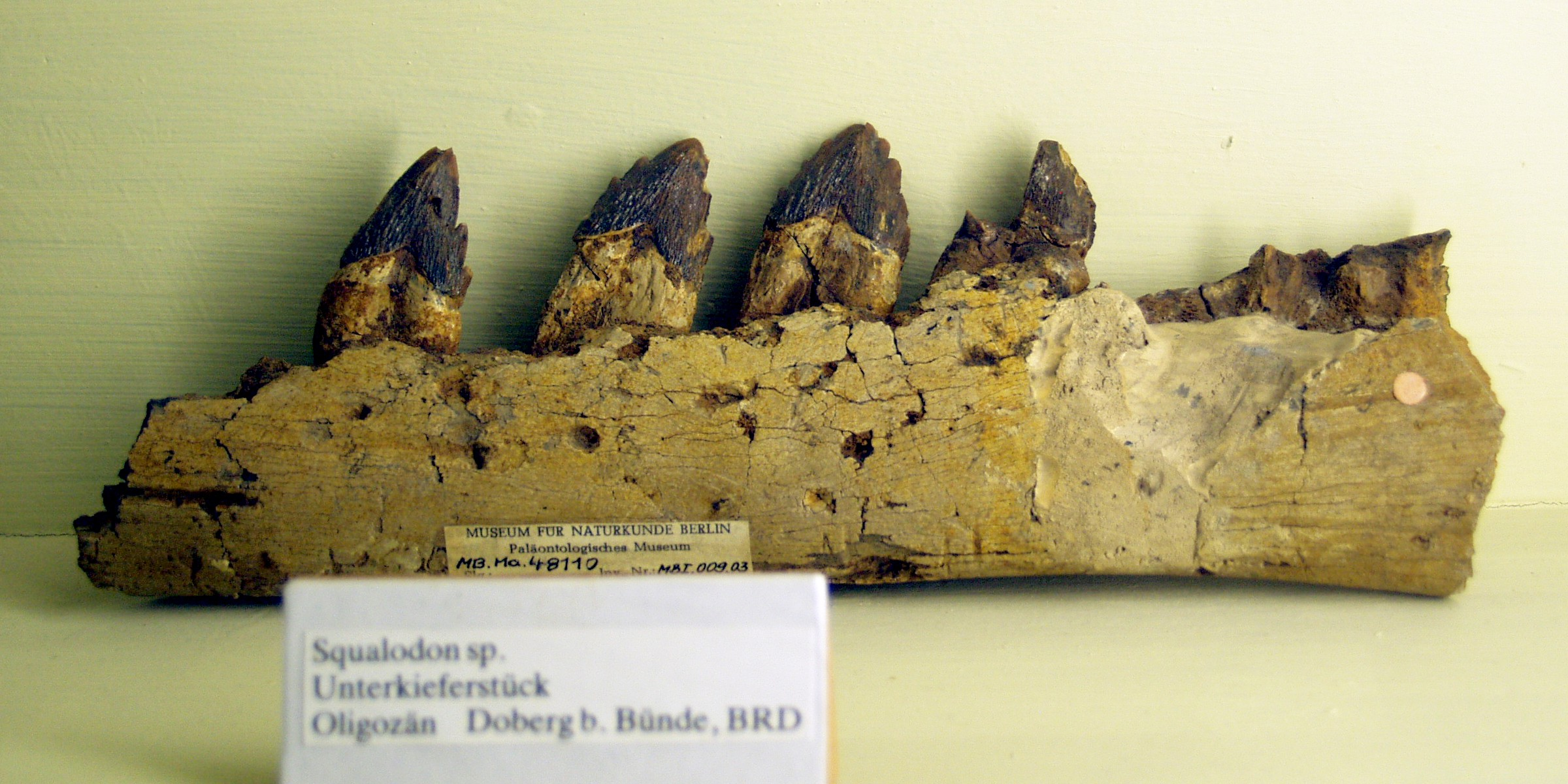
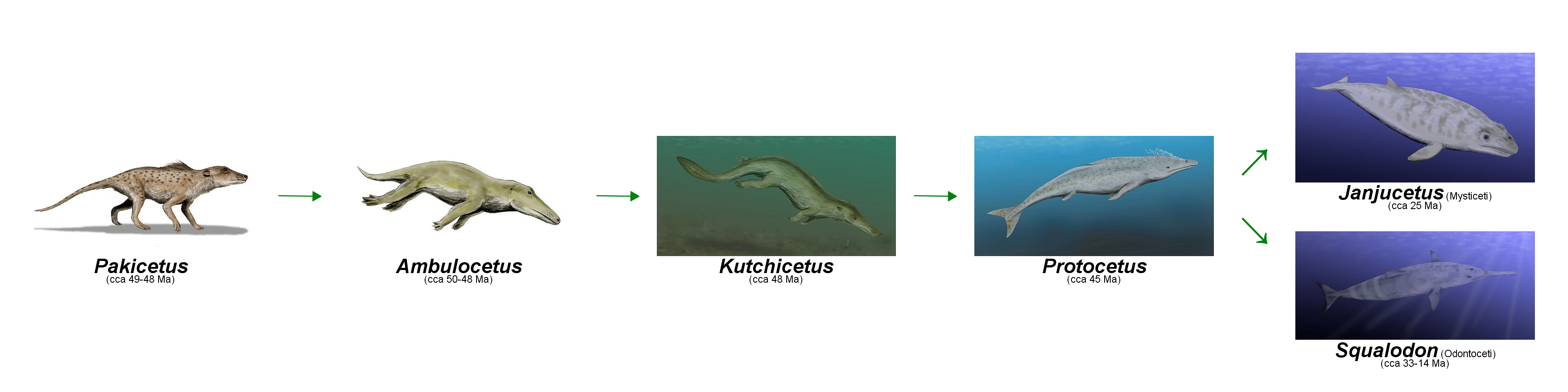